# Groty Nagórzyckie w Tomaszowie Mazowieckim
Groty Nagórzyckie w Tomaszowie Mazowieckim – wyrobiska poeksploatacyjne z XVIII wieku znajdujące się w południowej części miasta Tomaszowa Mazowieckiego, przy ulicy Pod Grotami (przedłużeniu ulicy Jana Pawła II), biegnącej nad Zalew Sulejowski na terenie byłej wsi Nagórzyce, obecnie dzielnicy Tomaszowa.

## Charakterystyka

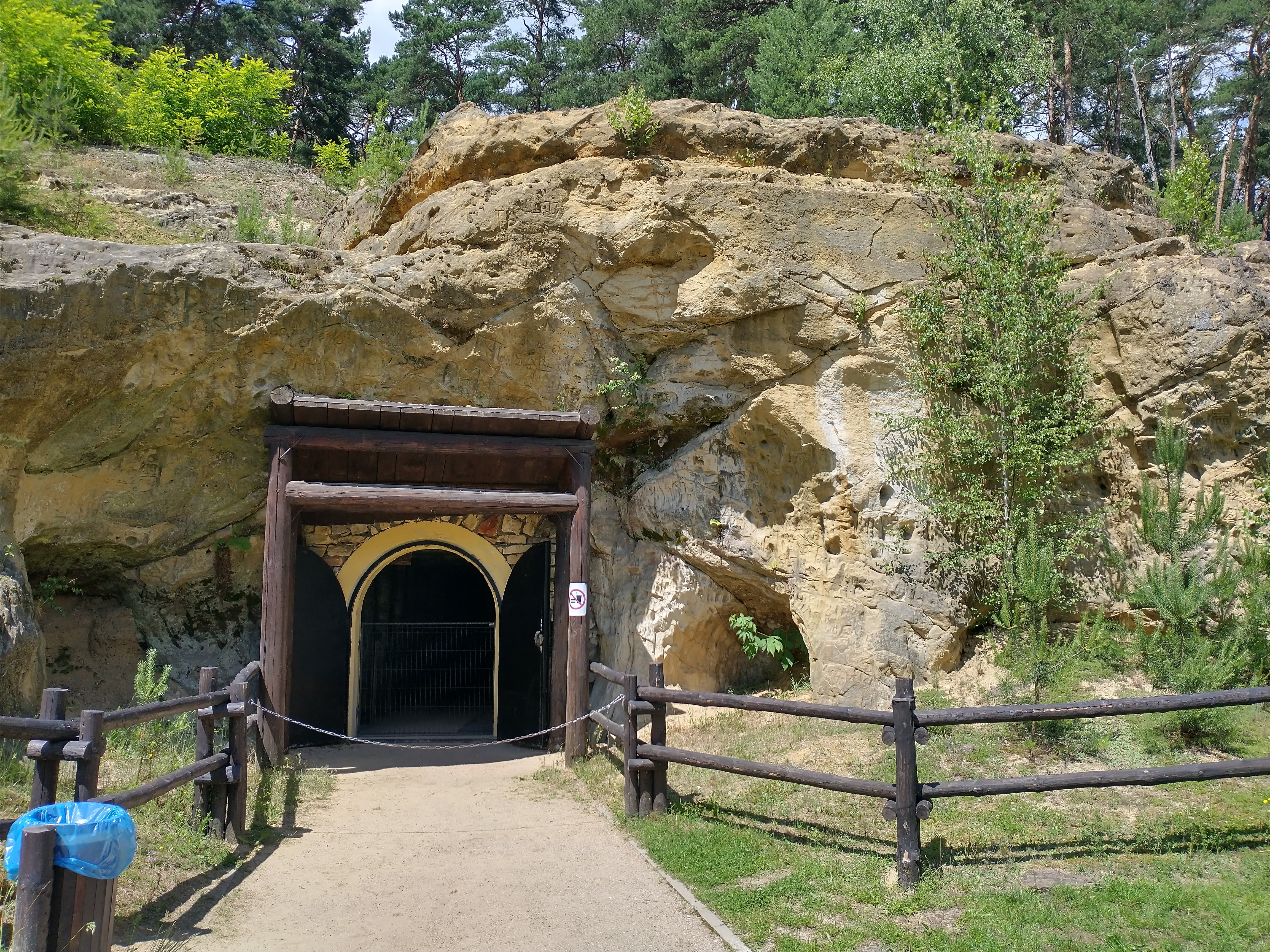
Jedna z bram do grot

Tutejsze skały piaskowcowe liczą prawie 100 milionów lat i pochodzą z epoki kredowej, gdy na obszary tzw. Niecki Tomaszowskiej wielokrotnie wkraczało i wycofywało się morze.
Groty są pozostałością po podziemnej kopalni kwarcu wydobywanego w XVIII stuleciu i na początku XIX wieku. Groty składają się z licznych korytarzy, wnęk, zaułków i sal. Największe wyrobisko zwane „Salą Królewską” ma 30 m długości, 25 m szerokości i 3 m wysokości. Najrozleglejsza grota ma długość 120 metrów. Każda grota nosiła inną nazwę, np. Boczna, Borsucza, Chowańcza, Ciemna, Jeziorna, Niedźwiedzia, Taneczna, Złodziejska.
Piasek wydobywano od końca XVIII do początku XX wieku na potrzeby gospodarskie, a później dla hut szkła. Zakaz eksploatacji wydały władze carskie po zawaleniu się jednej z komór w której zginął mieszkaniec Nagórzyc. Od tamtej pory stały się lokalną atrakcją turystyczną, a po zamurowaniu wejść na długo zostały zapomniane.
Ponowne zainteresowanie uruchomiło inwestycję w celu odnowienia grot przy wsparciu finansowym Unii Europejskiej. Od czerwca 2010 czynione były zabezpieczenia grot i przystosowania ich do zwiedzania, a z początkiem 2012 groty otworzyły swoje drzwi dla turystów.
Miejsce to jest wiązane z legendą o zbójniku Madeju.

## Komunikacja
Przy obiekcie znajduje się przystanek bezpłatnej komunikacji miejskiej. Z tomaszowskiego dworca kolejowego można tu dojechać linią nr 2. Do Grot Nagórzyckich prowadzi również oświetlona ścieżka pieszo–rowerowa. Za pawilonem administracyjno–wystawienniczym znajduje się parking dla samochodów osobowych.

## Galeria (wnętrze)

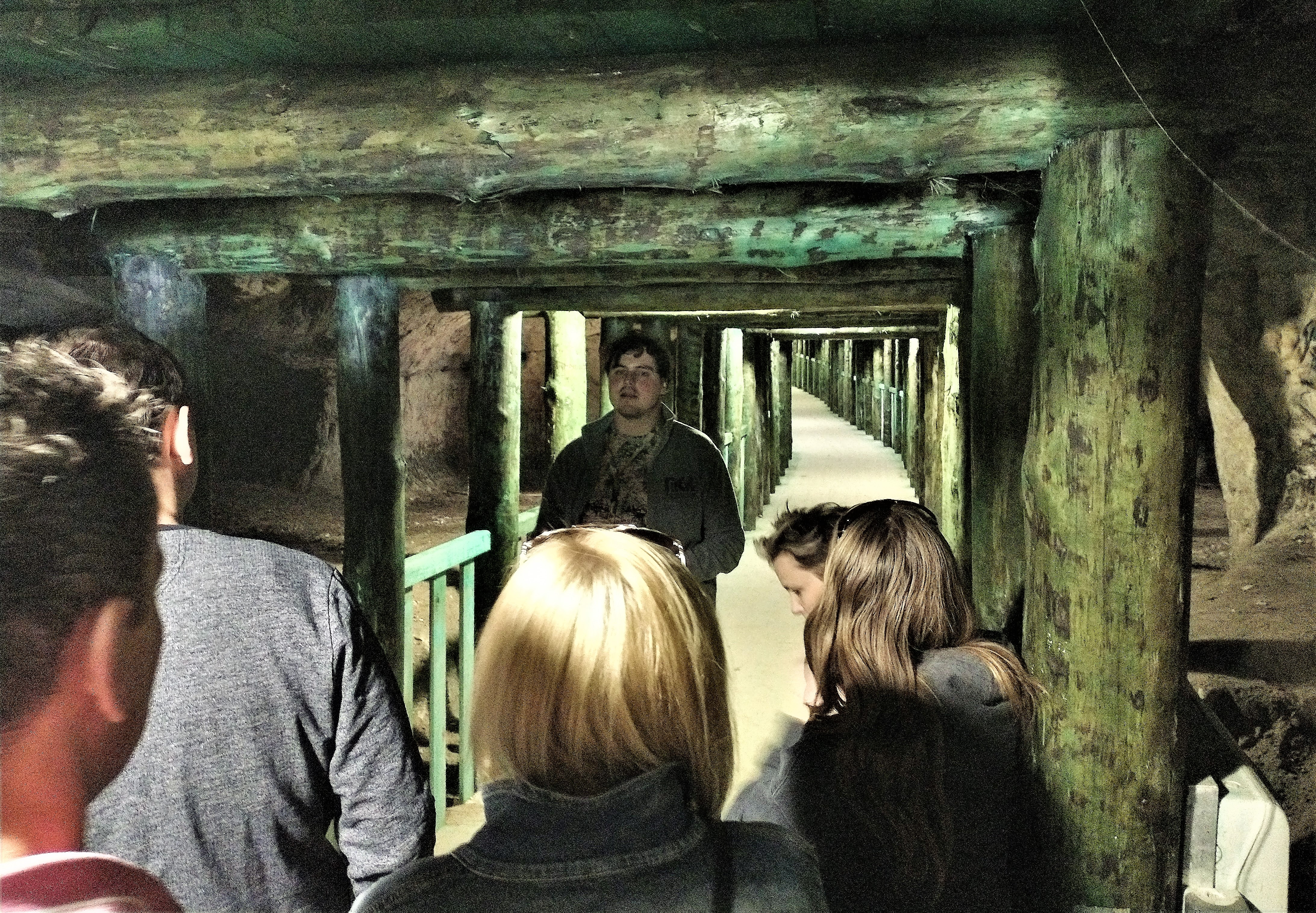
Wycieczka w grotach
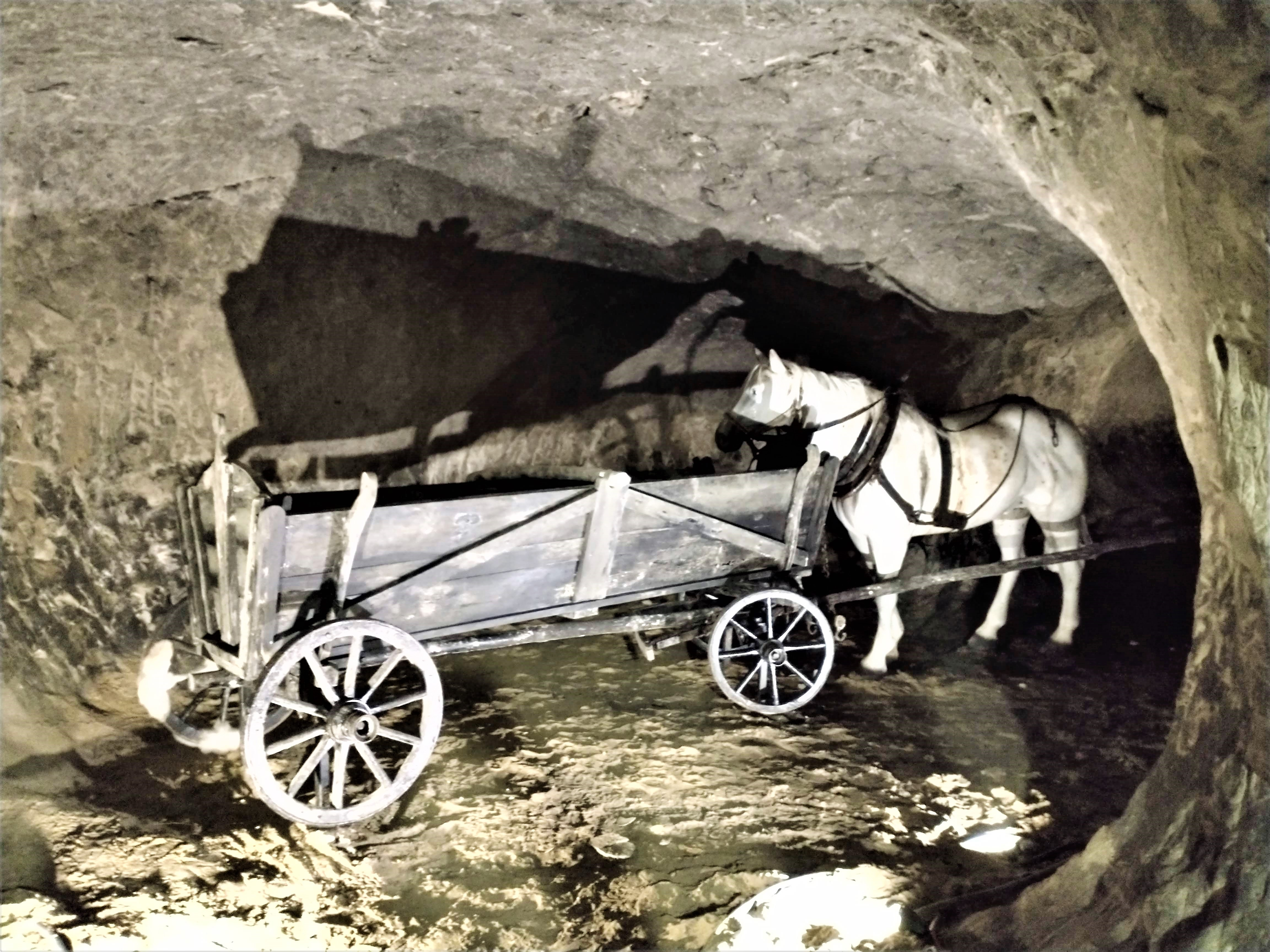
Rekonstrukcja pracy górników
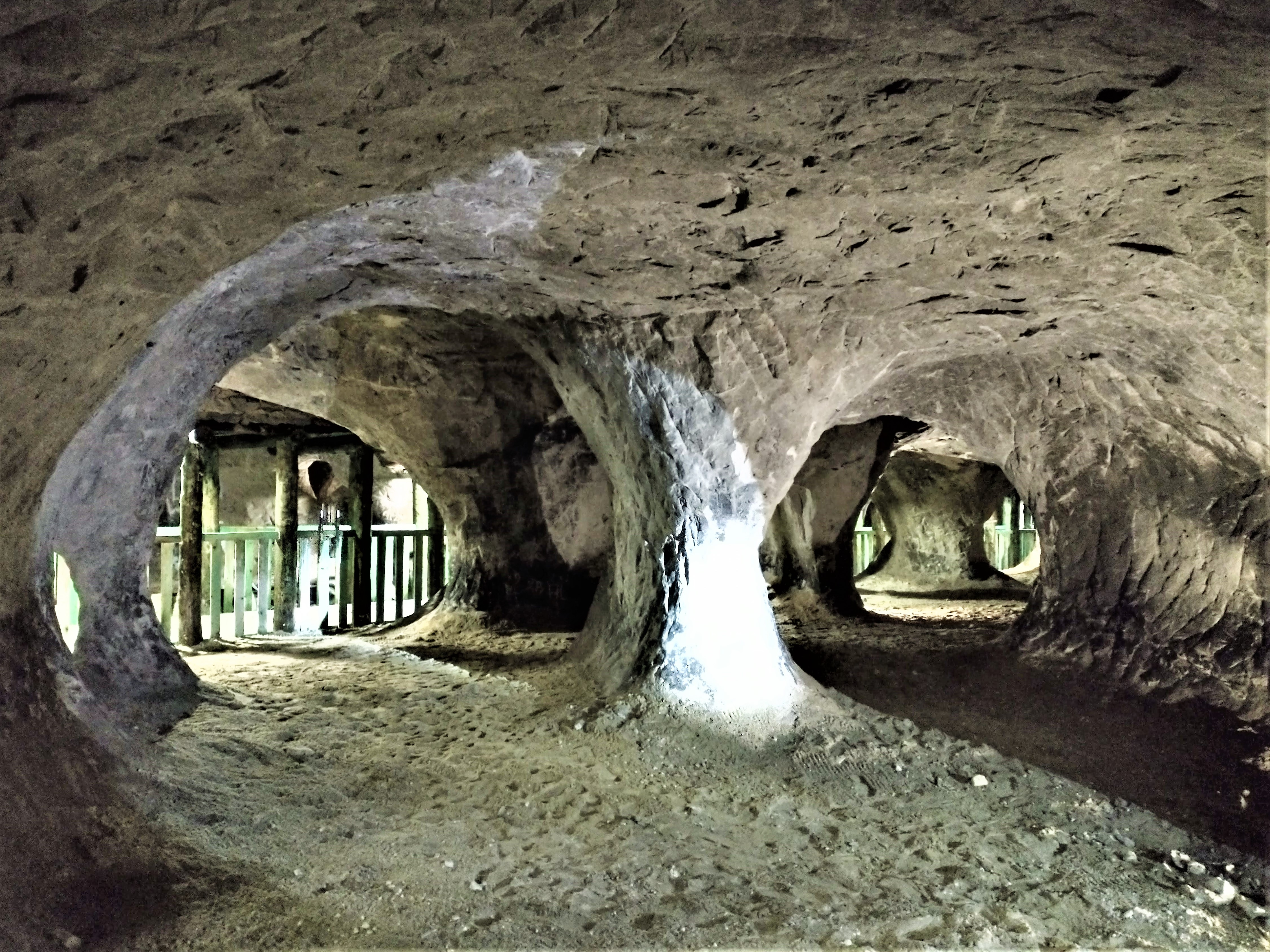
Fragment wnętrza grot
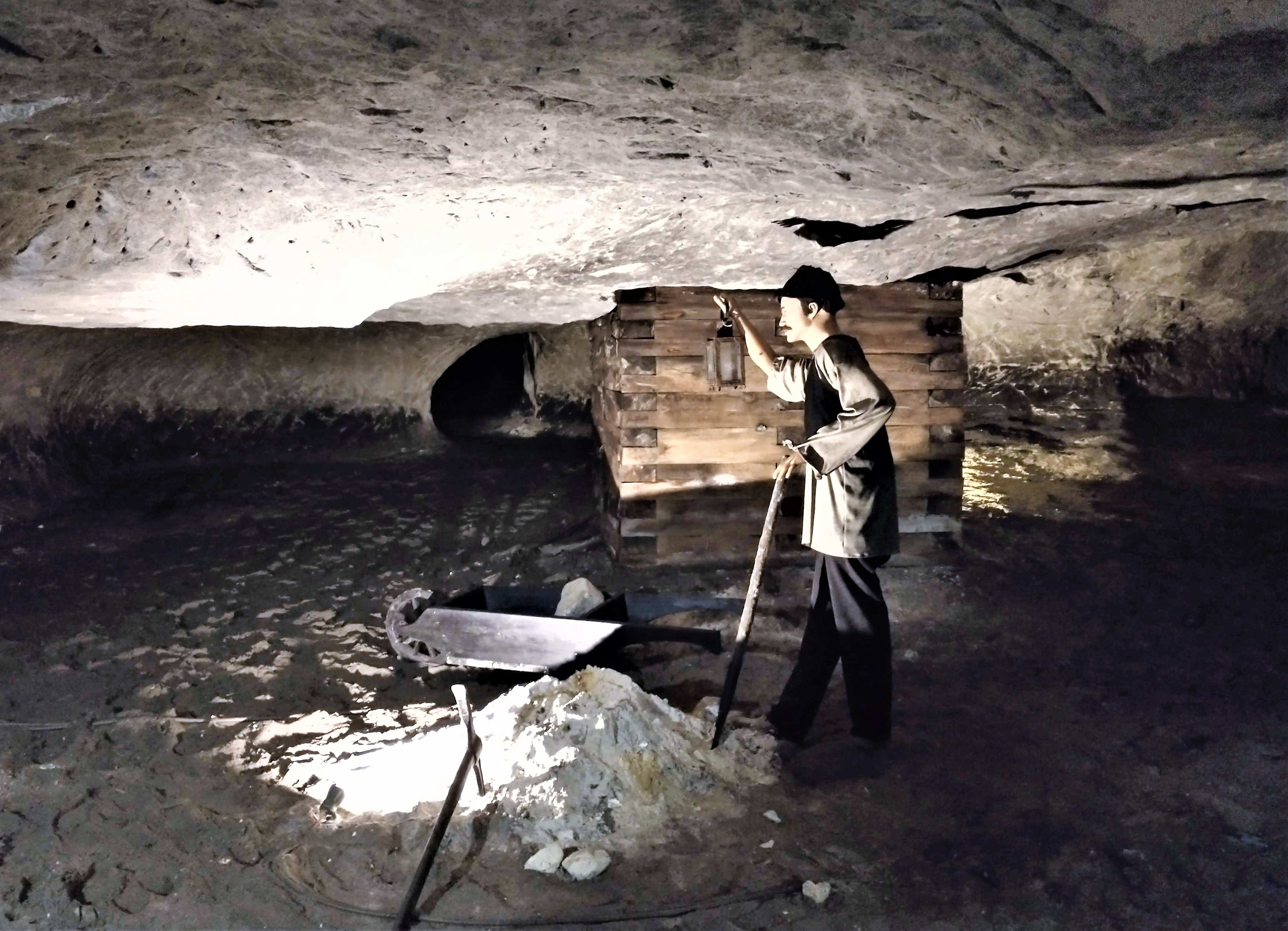
Fragment ekspozycji dotyczącej legendy o diable nagórzyckim
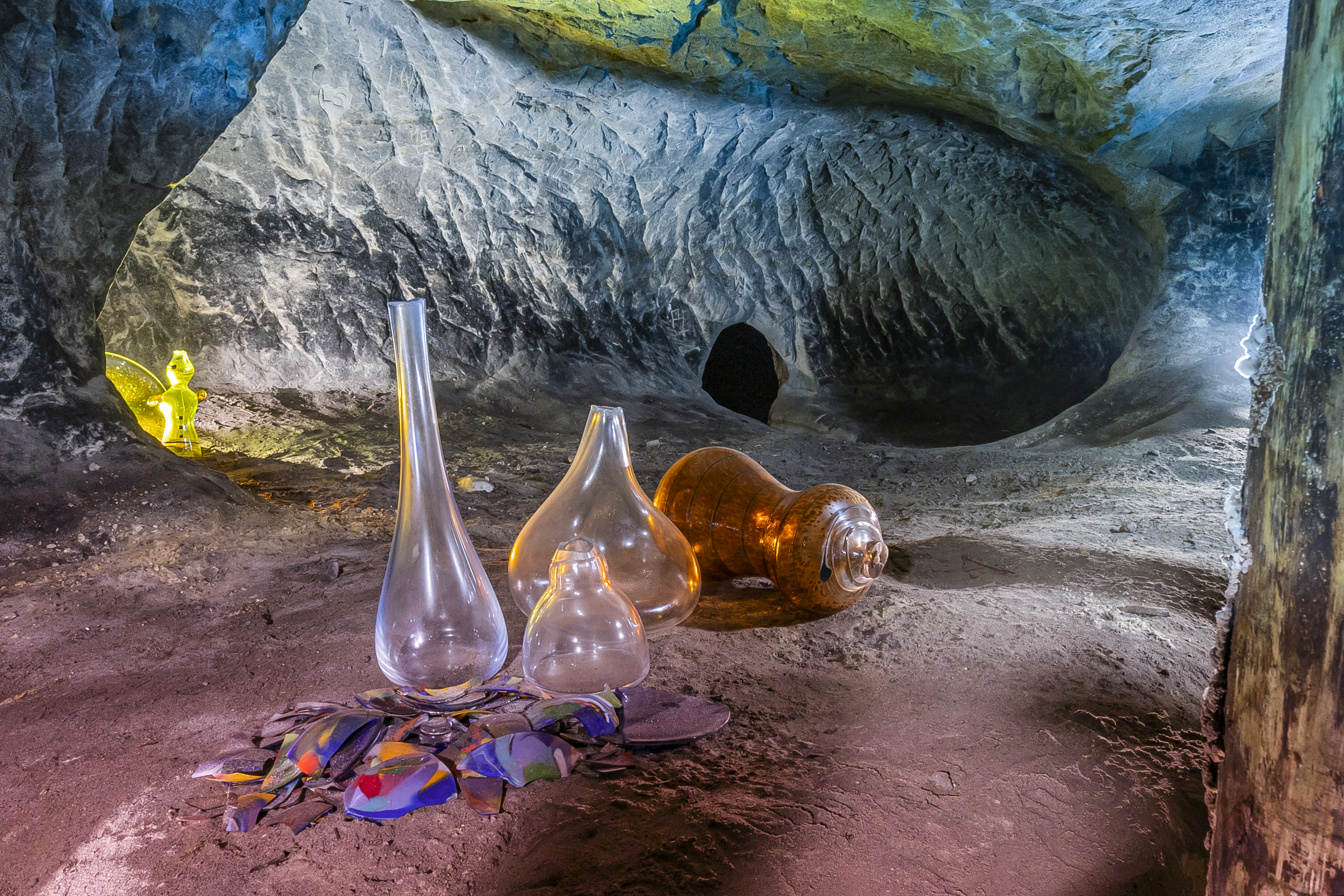
Przykład wyrobów szklanych wytwarzanych na bazie piasku kwarcowego